# Johann Georg Albrechtsberger
Johann Georg Albrechtsberger (Klosterneuburg, 3 de febrero de 1736 - Viena, 7 de marzo de 1809) era un compositor, organista y teórico de la música austríaco.

## Vida
A la edad de 7 años fue niño cantor en su ciudad natal. Comenzó sus estudios de música en la abadía de Melk y de filosofía en un seminario jesuita en Viena. En 1755 estudió composición musical con el organista de la corte Mann, convirtiéndose en uno de los contrapuntistas más doctos y expertos de su edad. Ese mismo año fue organista en Raab (actual Győr, Hungría) y en 1757 lo fue de María-Taferl (Baja Austria), así como posteriormente en la abadía de Melk. En 1772 fue nombrado organista de la corte en Viena y desde 1793 hasta su muerte fue maestro de capilla de la Catedral de San Esteban de Viena.
Pasó como uno de los músicos más notables de su tiempo y fue tenido en alta estima por su extensa y profunda cultura musical. Su fama como teórico atrajo a Viena a una gran cantidad de alumnos, algunos de los cuales se convirtieron en músicos eminentes. Entre ellos destacan personajes como Anton Reicha, Ludwig van Beethoven, Ignaz von Seyfried, Johann Nepomuk Hummel o Joseph Leopold Eybler. Wolfgang Amadeus Mozart lo consideraba uno de los mejores organistas del mundo.

## Obra como compositor
En su faceta de compositor se dedicó principalmente a la música sacra, llegando a escribir veintiséis misas, gran número de preludios y fugas para órgano; oratorios; cuatro grandes sinfonías; muchos quintetos, cuartetos y tríos. Sin embargo, la mayoría de estas producciones no fueron impresas. Alrededor de 1765 escribió al menos siete conciertos para arpa de boca (o arpa judía), mandora y cuerdas, de los que tres se conservan en una biblioteca de Budapest. Pese a las peculiaridades del arpa de boca como instrumento musical, son composiciones elegantes y muy bien escritas. Son quizá las obras más conocidas de Albrechtsberger.
- Obras impresas: Entreactos para Enrique IV, preludios y fugas para órgano, fugas para piano, 6 tríos de cuerda, 18 cuartetos de cuerda, un cuarteto con piano, 6 fugas para cuarteto, un quinteto de cuerda, 3 cuartetos dobles y un magnífico concierto para trombón alto.

- Manuscritos: 26 misas de las que hay 3 réquiem, 6 oratorios, 4 sinfonías, 42 cuartetos de cuerda, 38 quintetos de cuerda, 28 tríos de cuerda, numerosos himnos, ofertorios, graduales, etc.

- Compuso también piezas para teclado y oratorios eclesiásticos y su Concierto para arpa de boca.[2]

## Obra como teórico musical
La fama de Albrechtsberger se debe más a sus escritos teóricos que a sus composiciones. En 1790 publicó Fundamentos de la composiciónen Leipzig un tratado sobre composición que vio una tercera edición en 1821. Una colección de sus escritos sobre armonía, en tres volúmenes, fue publicada por su alumno Ignaz von Seyfried en 1826.

## Lista de obras (selección)

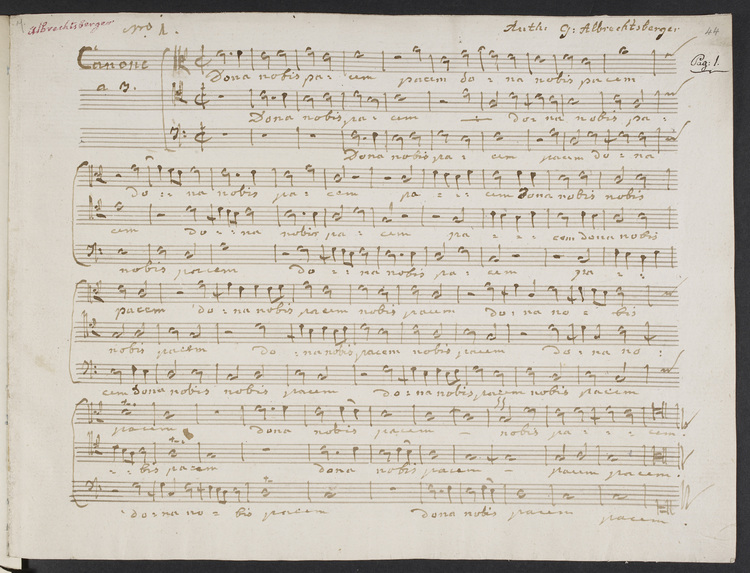
Manuscrito hológrafo de un folio de VII Canoni a piu voci in partitura.

### Composiciones
Obras corales (música sacra)
- Oratorio de Passione Domini (1762)
- Missa Sancti Josephi en mi bemol mayor
- Missa pro hebdomada sancta en fa mayor
- Missa en re (1783)
- Missa en do "Misa de Coronación" (1792)
- Missa Assumptionis Beatae Mariae Virginis (1802)
- Ave regina coelorum
- "De profundis clamavi" motete (SATB)
- Magnificat anima mea Dominum
- Tenebrae factae sunt

Obras para piano y órgano
- Fuga para piano Op. 17, 5
- 8 pequeños preludios para órgano
- 5 Preludios para órgano
- Preludio y Fuga para órgano a cuatro manos
- Fuga en sol bemol sobre el tema B-A-C-H[3]
- Fuga en do[4]
- Fuga en sol sobre el tema "Komm Heiliger Geist mit deiner Gnad" (Ven Espíritu Santo con tu gracia)[5]
- Fuga en re sobre el tema "Christus ist erstanden" (Cristo ha resucitado)[6]

Obras de música de cámara y conciertos instrumentales
- Tres concertinos para arpa de boca y mandora con cuerdas (c. 1765, publicados 1769, 1770 y 1771)[7]
- Cuatro concertinos para arpa y orquesta (1772)
- Concierto para arpa en do mayor (1773)
- Sinfonía en do mayor y fa mayor (1768), re mayor (1772)
- Tríos de cuerda Op. 9, 1-3
- Cuartetos Op. 16, 4
- Dúo en do mayor para viola y violonchelo
- Partita en do para flauta, arpa y bajo
- Divertimento en re mayor para dos violas y contrabajo
- Partita en re mayor para flauta, viola d'amore y contrabajo
- Concierto para trombón alto y cuerdas

### Escritos teóricos
- Gründliche Anweisung zur Composition mit deutlichen und ausführlichen Exempeln, zum Selbstunterrichte, erläutert; und mit einem Anhange: Von der Beschaffenheit und Anwendung aller jetzt üblichen musikalischen Instrumente (Minuciosa instrucción en composición con ejemplos claros y detallados, para la autoenseñanza, explicada; y con un apéndice: de la naturaleza y uso de todos los instrumentos musicales ahora comunes). Breitkopf, Leipzig 1790.[8]
- Kurzgefaßte Methode den Generalbaß zu erlernen (Breve método para aprender el bajo continuo). Artaria, Viena 1792.[9]